# Liste der Naturdenkmale in Hagenow
In der Liste der Naturdenkmale in Hagenow werden die Einzel-Naturdenkmale und Flächennaturdenkmale aufgeführt, welche sich in der zum Landkreis Ludwigslust-Parchim (Mecklenburg-Vorpommern) gehörenden Stadt Hagenow befinden. Es handelt sich um eine Teilliste der Liste der Naturdenkmale im Landkreis Ludwigslust-Parchim.

## Naturdenkmale
Im Stadtgebiet befinden sich Stand 2025 die folgenden elf Bäume, die als Naturdenkmale geschützt sind.

| Bild                          | Nr. | Bezeichnung         | Standort                                                               | Beschreibung | Schutzzweck | Verordnung |
| ----------------------------- | --- | ------------------- | ---------------------------------------------------------------------- | --- | ----------- | ---------- |
| BW                            | 183 | Eiche               | Hagenow Zapel (53° 27′ 47,2″ N, 11° 9′ 40,2″ O)                        | |             | [ 1 ]      |
| BW                            | 185 | Eiche               | Hagenow Scharbow (53° 28′ 37,8″ N, 11° 11′ 31,4″ O)                    | |             | [ 1 ]      |
| BW                            | 186 | Kastanie            | Hagenow Scharbow (53° 28′ 33″ N, 11° 11′ 31,4″ O)                      | |             | [ 1 ]      |
| mehr Fotos \| Fotos hochladen | 187 | Douglasie           | Hagenow (53° 27′ 12″ N, 11° 12′ 32,6″ O)                               | |             | [ 1 ]      |
| BW                            | 188 | Echte Sumpfzypresse | Hagenow Scharbow am Scharbower Bach (53° 28′ 33,7″ N, 11° 11′ 33,8″ O) | Obwohl der Baum äußerlich vital erscheint, ist der Stamm hohl, von Fäule betroffen und besitzt eine größere Öffnung. Ursächlich hierfür sind Weidetiere, die den Boden verdichteten und dem Baum Wurzelverletzungen zufügten, sodass Pilze und Bakterien eindringen konnten. |             | [ 1 ]      |
| BW                            | 189 | Linde               | Hagenow Scharbow (53° 28′ 35,2″ N, 11° 11′ 26,7″ O)                    | |             | [ 1 ]      |
| BW                            | 190 | Buche               | Hagenow Scharbow (53° 28′ 34,2″ N, 11° 11′ 24,1″ O)                    | |             | [ 1 ]      |
| BW                            | 191 | Eiche               | Hagenow Scharbow (53° 28′ 43,9″ N, 11° 11′ 51,1″ O)                    | |             | [ 1 ]      |
| BW                            | 192 | Eiche               | Hagenow Scharbow (53° 28′ 38,3″ N, 11° 11′ 43,1″ O)                    | |             | [ 1 ]      |
| mehr Fotos \| Fotos hochladen | 193 | Linde               | Hagenow (53° 26′ 11,3″ N, 11° 10′ 54″ O)                               | |             | [ 1 ]      |
| BW                            | 194 | Eiche               | Hagenow Zapel (53° 27′ 37,8″ N, 11° 9′ 30,1″ O)                        | |             | [ 1 ]      |

## Flächennaturdenkmale
Es gibt mit Stand 2022 vier Flächennaturdenkmale in Hagenow.

| Bild | Nr.         | Bezeichnung                                   | Standort                                   | Beschreibung | Schutzzweck | Verordnung                                                           |
| ---- | ----------- | --------------------------------------------- | ------------------------------------------ | --- | ----------- | -------------------------------------------------------------------- |
| BW   | fnd_lwl_006 | Hagenow – Orchideenvorkommen „Küthorst“       | Hagenow (53° 25′ 43,3″ N, 11° 9′ 20,8″ O)  | Auf der Fläche von 0,25 ha befindet sich ein Vorkommen der Grünlichen Waldhyazinthe innerhalb eines Buchen-Eschenwaldes.                           |             | Beschluss des Rates des Kreises Hagenow Nr. 191-25/84 vom 08.12.1984 |
| BW   | fnd_lwl_007 | Hagenow – Leberblümchenbestand                | Hagenow (53° 24′ 32,1″ N, 11° 11′ 14,3″ O) | Die Fläche von 0,06 ha beherbergt ein Vorkommen von Haselnussgehölzen auf einem Wiesenkalkboden und ein reichhaltiges Vorkommen von Leberblümchen. |             | Beschluss des Rates des Kreises Hagenow Nr. 191-25/84 vom 08.12.1984 |
| BW   | fnd_lwl_008 | Hagenow – Orchideenvorkommen „An der Schmaar“ | Hagenow (53° 26′ 41,6″ N, 11° 11′ 30,8″ O) | Es handelt sich um eine 400 m² große Wiese in der Talaue der Schmaar mit einem Vorkommen von Breitblättrigem Knabenkraut.                          |             | Beschluss des Rates des Kreises Hagenow Nr. 191-25/84 vom 08.12.1984 |
| BW   | fnd_lwl_009 | Orchideenwiese an der Tongrube in der Bekow   | Hagenow (53° 26′ 40″ N, 11° 12′ 5″ O)      | Auf der 0,5 ha großen Feuchtwiese gibt es ein Vorkommen des Breitblättrigen Knabenkrauts.                                                          |             | Beschluss des Rates des Kreises Hagenow Nr. 241-25/86 vom 03.12.1986 |